# Gaius Cornelius Gallicanus
Gaius Cornelius Gallicanus war ein römischer Politiker und Militär am Ende des 1. Jahrhunderts.
Im Amtsjahr 79/80 war Gallicanus Prokonsul der Provinz Baetica, im heutigen Spanien. Gleich danach, von 80/81 bis 82/83, war Gallicanus Legat in der Lugdunensis. Im Jahr 84 wurde Gallicanus dann Suffektkonsul. Zwischen 98 und 102 bestimmte Kaiser Trajan ihn zum Kurator des Alimentarwesens. Möglicherweise war er auch Prokonsul von Africa.